# Óscar Ángel Bernal
Óscar Ángel Bernal (* 20. August 1938 in La Ceja; † 4. Juli 1996) war ein kolumbianischer Geistlicher und römisch-katholischer Bischof von Girardota.

## Leben
Bernal empfing am 26. August 1962 die Priesterweihe.
Am 23. Januar 1986 wurde er zum Weihbischof im Bistum Sonsón-Rionegro und Titularbischof von Tisili ernannt. Die Bischofsweihe spendete ihm am 22. Februar desselben Jahres der Bischof von Sonsón-Rionegro, Alfonso Uribe Jaramillo, Mitkonsekratoren waren Augusto Aristizábal Ospina, Bischof von Jericó, und José Roberto López Londoño, Weihbischof in Medellín.
Am 18. Juni 1988 wurde Bernal zum Bischof von Girardota ernannt. Er hatte das Amt bis zu seinem Tod inne.